# Tresco Heliport
Tresco Heliport was een luchthaven voor helikopters op het eiland Tresco, een van de Scilly-eilanden, een eilandengroep ca. 45 km voor de kust van Cornwall in het Verenigd Koninkrijk.
Tresco Heliport, in gebruik genomen in 1983, werd beheerd door de Tresco Estate, die het eiland Tresco leaset van het graafschap Cornwall. Vanaf Tresco Heliport werd door British International Helicopters een lijndienst onderhouden met Penzance Heliport in Penzance. Deze verbinding werd in 2012 opgeheven.
Passagiers werden op Tresco van of naar hun verblijfplaats vervoerd met behulp van een door een tractor voortgetrokken wagen.

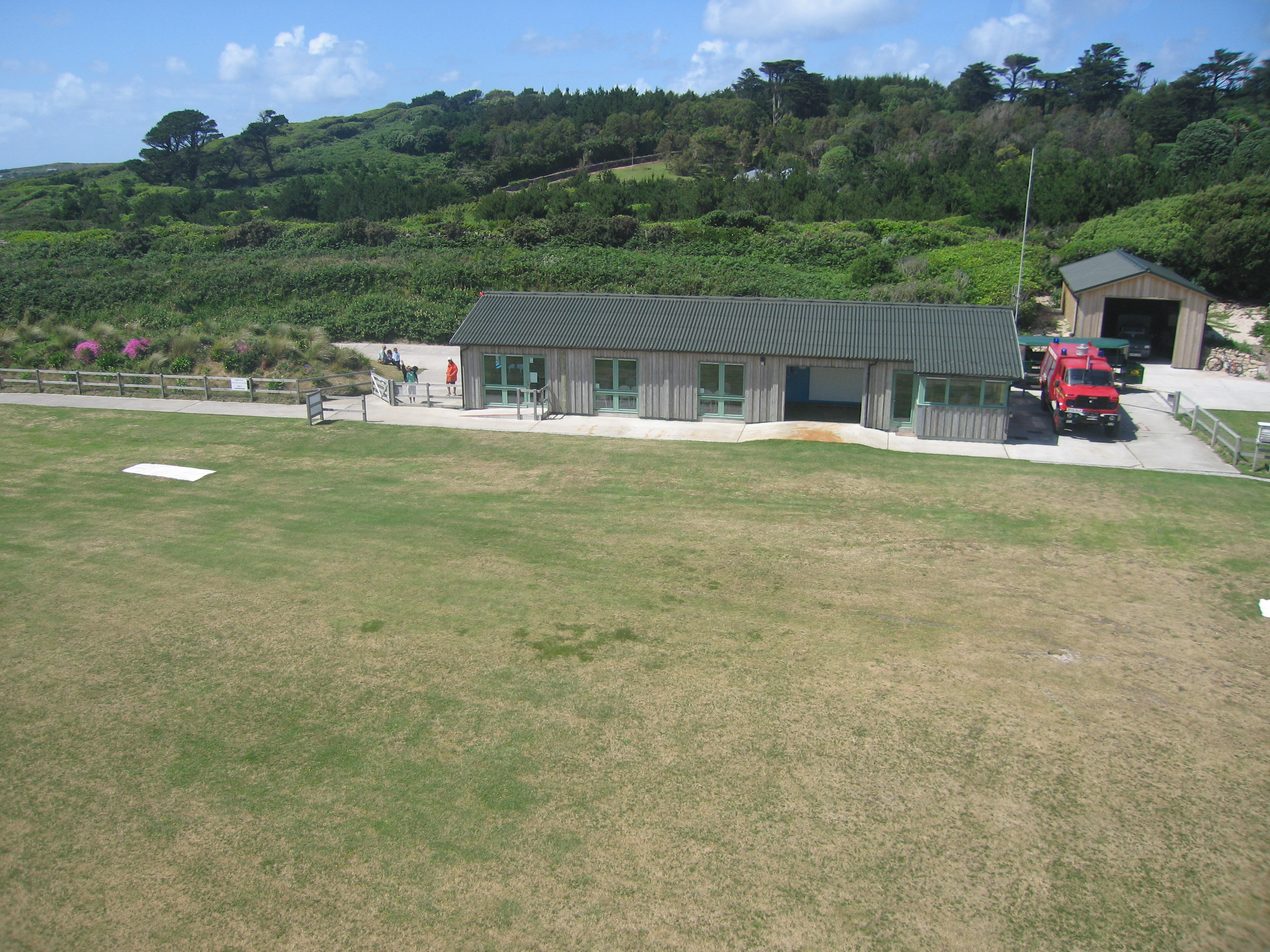
De terminal van Tresco Heliport (2006)